# Поля (Кировская область)
Поля — деревня в Зуевском районе Кировской области в составе Октябрьского сельского поселения.

## География
Находится на расстоянии примерно 34 километра на юг от районного центра города Зуевка.

## История
Упоминается с 1678 года как населенный пункт с 7 дворами. В 1765 отмечено 222 жителя (новокрещеные удмурты). В 1873 году отмечено было дворов 51 и жителей 575, в 1905 году 63 и 577, в 1926 85 и 545 (почти все удмурты). В 1950 году было учтено хозяйств 77 и жителей 273. В 1989 году учтено 9 жителей.

## Население
Постоянное население составляло 5 человек (удмурты 80 %) в 2002 году, 4 в 2010.